# Nilasera centaurus
Nilasera centaurus är en fjärilsart som beskrevs av Fabricius 1775. Nilasera centaurus ingår i släktet Nilasera och familjen juvelvingar. Inga underarter finns listade i Catalogue of Life.

## Bildgalleri

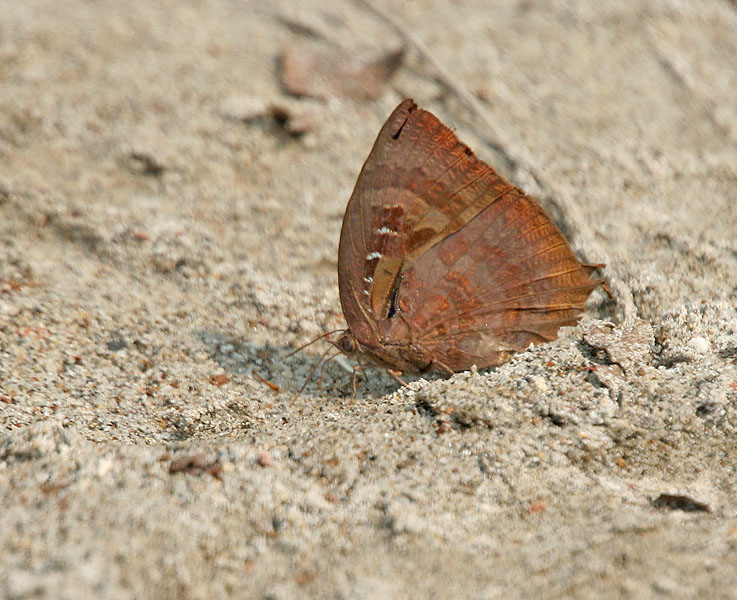
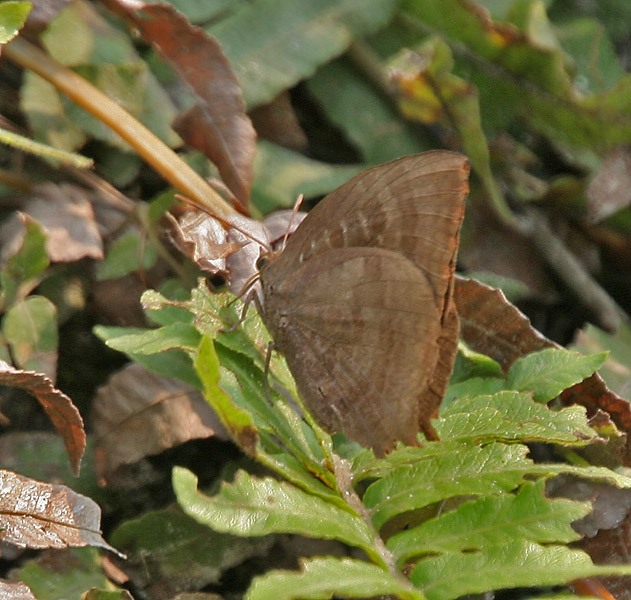
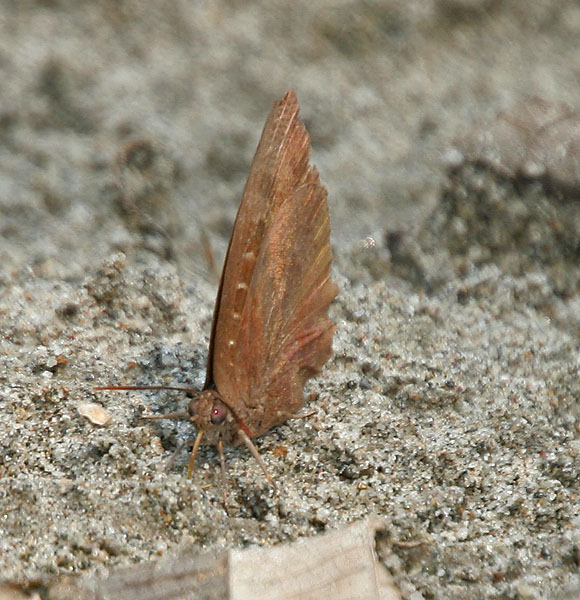